# Campionat britànic de trial 1970
La temporada de 1970 del Campionat britànic de trial fou la 21a edició d'aquest campionat, organitzat per l'ACU. El calendari oficial constava de 10 proves puntuables, celebrades entre el 21 d'octubre i el 6 de desembre.

## Classificació final
| Posició | Pilot            | Motocicleta | Punts |
| ------- | ---------------- | ----------- | ----- |
| 1       | Gordon Farley    | Montesa     | 105   |
| 2       | Sammy Miller     | Bultaco     | 101   |
| 3       | Rob Edwards      | Montesa     | 56    |
| 4       | Paul Dunkley     | Bultaco     | 53    |
| 5       | Dave Thorpe      | OSSA        | 47    |
| 6       | Mick Andrews     | OSSA        | 45    |
| 7       | Geoff Chandler   | Bultaco     | 42    |
| 8       | Lawrence Telling | Montesa     | 35    |
| 9       | Derek Adsett     | Greeves     | 26    |
| 10      | Malcolm Rathmell | Bultaco     | 20    |